# 友永和秀
友永和秀（日语：／ Tomonaga Kazuhide，1952年4月28日—），日本資深男性動畫師。Telecom Animation Film代表董事。日本動畫製作者協會（JAniCA）會員。

## 簡介
高中畢業前往東京發展之前，在大阪過著當上班族的生活有半年的時間。1971年，加入白土武經營的作畫工作室Tiger Production，1975年經歷過OH！Production所屬，1980年加入現在所屬的Telecom Animation Film。

## 來歷、人物
1972年以電視動畫《惡魔人》負責動畫一職出道。Tiger Production時期，曾經參加《無敵鐵金剛》和《宇宙戰艦大和號》的製作。之後在OH！Production時期，以原畫工作參加小松原一男擔任人物設定作品《金剛戰神》、《無敵龍捲風》、《無敵巴拉達》等由東映動畫統包製作的機器人動畫。1979加入Telecom Animation Film後，次年1980年以《姿三四郎》擔任作畫監督正式出道。從此之後，友永以Telecom所屬的動畫師持續參加國內製作或跨海合作作品，以及關係企業TMS Entertainment的作品。
值得注目的和受到高評價的作品如下。
1974年電視動畫《宇宙戰艦大和號》中戰艦大和的回想和決戰七色星團的場面，1979年由Telecom承包製作的動畫電影《魯邦三世：卡里奧斯特羅之城》中的車輛追逐場面及《劇場版 銀河鐵道999》中阿爾卡迪亞號Z進入戰鬥高潮的場面。
1984年，與近藤喜文共同製作完成3分鐘半試映動畫《小尼莫》在美國上映後受到動畫業界的熱烈歡迎，同時成為友永動畫生涯的代表作之一。
根據同事大塚康生的說法，友永讓機械動起來的感覺和動作技術之表現，在觀眾的評價中受到高度肯定。而且，跟友永曾經一起參與《宇宙戰艦大和號》與《銀河鐵道999》等作品製作的金田伊功表示，一直將他視為競爭對手、也是業界好友。
1982年開始花了2年時間完成播映電視動畫《名偵探福爾摩斯》的登場角色中，莫里亞蒂的部下陶德是以擔任作畫監督的友永本人為原型所設計的。
2016年，友永獲得第25屆日本電影影評人大獎動畫部門功勞獎。

## 參加作品

### 電視動畫
- 無敵鐵金剛（1972年－1974年，原畫）
- 惡魔人（1972年－1973年，原畫）
- Dororon炎魔君（1973年－1974年，原畫）
- 甜心戰士（1973年－1974年，原畫）
- 金剛大魔神（1974年－1975年，原畫）
- 金剛戰神（1975年－1977年，原畫）
- 宇宙戰艦大和號（1974年－1975年，原畫）
- 無敵龍捲風（1976年－1977年，原畫）
- 鐵臂馬魯斯（1977年，作畫監督）
- 魯邦三世 (TV第2系列)（日语：ルパン三世 (TV第2シリーズ)）（1977年－1980年，原畫）
- 無敵巴拉達（1977年－1978年，原畫）
- 未來少年柯南（1978年，原畫）
- 無敵鋼人泰坦3（1978年－1979年，原畫）
- 清秀佳人（1979年，原畫）
- 姿三四郎（1980年，作畫監督）
- 太陽的使者 鐵人28號（1980年，作畫監督補）
- 小麻煩千惠（1981年，原畫）
- 名偵探福爾摩斯（1984年－1985年，原畫、作畫監督）
- TINY TOON ADVENTURES（1989年，作畫監督）
- THE NEVER TOLD TALES OF PETER PAN（1989年，作畫監督）
- 狂歡三寶（1992年，作畫監督）
- 超人（1997年，演出）
- Cybersix（日语：サイバーシックス）（2000年，分鏡、作畫監督）
- 浮游泉大冒險（2002年，設定、機械設定、分鏡[16]）
- 迷糊天使（2002年，原畫）
- 花田少年史（2002年－2003年，分鏡、演出）
- 音速小子X（2003年，分鏡、原畫）
- 星球流浪記（2003年－2004年，分鏡）
- 雙戀（2004年，原畫）
- 烘焙王（2004年－2006年，分鏡、演出）
- 藍色潮痕（日语：タイドライン・ブルー）（2005年，設定[17]、原畫）
- 無敵看板娘（2006年，原畫）
- Project BLUE 地球SOS（日语：Project BLUE 地球SOS）（2006年，原畫）
- 結界師（2007年－2008年，原畫）
- 月面兔兵器米娜（2007年，分鏡、演出）
- 魯邦三世：霧之謎（日语：ルパン三世 霧のエリューシヴ）（2007年，原畫）
- 農大菌物語（2007年，原畫）
- 二十面相少女（2008年，機械設定[18]、分鏡、OP&ED原畫）
- 鋼之鍊金術師 FULLMETAL ALCHEMIST（2009年，演出、原畫）
- 變身公主（2010年，原畫）
- 魯邦三世：血之刻印 ～永遠的Mermaid～（日语：ルパン三世 血の刻印 〜永遠のMermaid〜）（2011年，分鏡）
- Z/X IGNITION（2013年，原畫）
- 戰國BASARA Judge End（2014年，原畫、OP原畫）
- 魯邦三世 (2015年系列)（2015年，總導演[19]、分鏡、演出）
- 魯邦三世：義大利遊戲（日语：ルパン三世 イタリアン・ゲーム）（2016年，總導演[20]、分鏡、演出、原畫）

### OVA
- 奇兵大冒險 風之塔（1991年，原畫）

### 電影動畫
- 長靴貓環遊世界八十天（1976年，原畫）
- 再見了，宇宙戰艦大和號 愛的戰士們（日语：さらば宇宙戦艦ヤマト 愛の戦士たち）（1978年，原畫）
- 魯邦三世：魯邦VS複製人（1978年，原畫）
- 劇場版 銀河鐵道999（1979年，原畫）
- 魯邦三世：卡里奧斯特羅之城（1979年，原畫（車輛追逐等場面））
- 名偵探福爾摩斯系列（1984年，原畫、形像素描）
- 天空之城（1986年，原畫）
- 魯邦三世：風魔一族的陰謀（1987年，人物設定、作畫監督）
- NEMO（日语：NEMO/ニモ）（1989年，動畫導演）
- 麵包超人：積木城的秘密（日语：それいけ!アンパンマン つみき城のひみつ）（1992年，原畫）
- 平成狸合戰（1994年，作畫監督）
- 魯邦三世：去死吧！諾斯特拉達穆斯（日语：ルパン三世 くたばれ!ノストラダムス）（1995年，形象素描、分鏡）
- WXIII 機動警察（2002年，原畫）
- 貓的報恩（2002年，原畫）
- 茄子 安達魯西亞之夏（2003年，道具設定）
- 名偵探柯南：偵探們的鎮魂歌（2006年，原畫）
- 勇者物語（2006年，原畫）
- 琴之森（2007年，原畫）
- 名偵探柯南：天空的遇難船（2010年，原畫）
- 爺爺的煤油燈（2011年，演技指導者）
- BUTA（2012年，導演、編劇）
- 風起（2013年，原畫）
- 魯邦三世VS名偵探柯南 THE MOVIE（2013年，原畫）
- LUPIN THE IIIRD 次元大介的墓碑（日语：LUPIN THE IIIRD 次元大介の墓標）（2014年，原畫）
- LUPIN THE IIIRD 血煙的石川五右衛門（日语：LUPIN THE IIIRD 血煙の石川五ェ門）（2017年，原畫）

## 外部連結
- 友永和秀（页面存档备份，存于） （日語）－日本電影資料庫
- 友永和秀（页面存档备份，存于）在動畫新聞網百科全書中的資料 （英文）
- Kazuhide Tomonaga在互联网电影资料库（IMDb）上的資料（英文）